# 威廉王妃号防护巡洋舰
威廉王妃号是德意志帝国海军的一艘防护巡洋舰。她是伊伦娜级的第二艘，也是末舰，她唯一的姊妹舰是该级首舰伊伦娜号。威廉王妃号于1886年在基尔的日耳曼尼亚船厂开工建造，于1887年9月下水，并于1889年11月投入使用。这艘巡洋舰是以德皇威廉二世的第一任妻子奥古斯塔·维多莉亚的名字命名的。建造时，这艘船配备14门150（5.9英寸）口径主炮，最高航速为18節（33每小時；21英里每小時）。
1895年，威廉王妃号被派往东亚水域，多次担任东亚巡洋舰中队的旗舰。在奧托·馮·迪德里希海军少将的指挥下，她是参与夺取胶州湾的三艘军舰之一。随后，1898年美西战争期间，美国和西班牙部队之间的马尼拉湾海战结束后，她立即出现在菲律宾。威廉王妃号于1899年回到德国，并于1899年至1903年间进行现代化改造。1914年2月，她被改成一艘贮存水雷的废船，最终在1922年被拆解。

## 设计
威廉王妃号是德国海军建造的第二艘防护巡洋舰，也是伊伦娜级防护巡洋舰的第二艘，得名于德国皇帝威廉二世的第一位妻子，人称“威廉王妃”的奥古斯塔·维多利亚。1886年，她是以“阿里阿德涅号代舰”的合同名义订购，并在基尔的日耳曼尼亚造船厂开工建造。她于1887年9月22日下水，之后开始舾装工作。1889年11月13日入役德国海军。这艘船总长103.7（340英尺），水线长98.9（324英尺），舷宽14.2米（47英尺），吃水6.74米（22.1英尺），满载排水量达5,027公噸（4,948長噸；5,541短噸）。她的推进系统包括两台卧式日耳曼尼亚制两缸双胀式蒸汽机，由四个燃煤圆柱形双锅炉提供9,732匹指示馬力（7,257千瓦特）动力。她们的最高航速为18節（33每小時；21英里每小時），可以以9節（17每小時；10英里每小時）的航速行驶2,490海里（4,610；2,870英里）。随舰配有28名军官和337名士兵。
威廉王妃号装备4门150毫米RK L/30型单座箍炮，总共携带400发弹药。她们的射程可达8,500米（27,900英尺）。本舰另外配有10门150毫米RK L/22型短管箍炮。这些副炮的射程要短得多，只有5,400米（17,700英尺）。舰炮装备被六门37毫米转轮式机关炮包围。除此之外，本舰还配备三具350（14英寸）的鱼雷发射管，两具发射器安装在甲板上，第三具安装在船头吃水线以下，共装有八枚鱼雷。1893年，该舰于1903年在威廉港进行现代化改造，改造工程一直持续到1905年。该舰的武器装备得到显著的改进，四门30倍径箍炮被150毫米SK L/35型速射炮所取代，射程增加到10,000米（33,000英尺）。8门105毫米SK L/35型速射炮取代L/22型箍炮，另外增加6门50毫米SK L/40型速射炮。

## 服役历史
在1890年的第一次軍事演習中，新入役的威廉王妃号与几艘老式护卫舰一起作为假想敵参与模拟对抗。1892年9月，这艘军舰被派往热那亚，代表德国参加克里斯托弗·哥伦布航行400周年纪念活动。由于当时德国和義大利双边关系冷淡，她是唯一一艘被派去参加仪式的德国舰只。在1894年的秋季演习中，威廉王妃号担任一支侦察舰队的旗舰。1895年1月，威廉王妃号被派往亚洲增援驻扎在那里的巡洋舰中队。当她在东亚水域与姊妹舰伊伦娜号会合后，与重建的旧式铁甲舰凯撒号、轻巡洋舰鸬鹚号、护卫舰阿科纳号和炮舰鸡貂号一同加强该中队的战备力量。1896年6月，阿尔弗雷德·冯·提尔皮茨接管巡洋舰中队。11月，威廉王妃号急需维修，因为发动机的问题使她只能保持一半的航速。
1897年6月，奧托·馮·迪德里希海军少将抵达亚洲指挥巡洋舰中队，威廉王妃号、伊伦娜号和阿科纳号在烟台进行射击训练。当月底，正在皇帝号上的迪德里希入驻在烟台的中队。在那里，他与每艘舰的舰长举行一系列的访问仪式。7月1日，迪德里希登上威廉王妃号前往北京访问。在那里，他试图与当时的清朝政府谈判，希望为巡洋舰中队在山东地区获得一个永久性的海军基地。然而他并没有成功获得在胶州湾建港的许可，于是于7月11日返回威廉王妃号。离开北京时，他顺路考察了守卫北京入口的大沽口。迪德里希于7月16日回到中队，随后他率领中队全体人员巡视亚洲各港口。

### 夺取胶州湾
1897年10月，迪德里希计划通过胶州地区的维修设施对他麾下的舰只进行定期维护，威廉王妃号则计划在上海停靠。他请求允许带威廉王妃号和皇帝号到胶州湾进行秋季射击训练，并在冬季离开时留下威廉王妃号驻扎，但遭到拒绝。然而，迪德里希成功利用11月6日发生在山东的两名德国牧师被杀事件来为自己对清政府胶州守军的行动掩护。当时，德军可用于发动攻击的军舰就只有威廉王妃号和皇帝号。几天后，鸬鹚号加入舰队，到11月10日，所有舰只准备就绪。威廉王妃号11日离开港口，准备与皇帝号和鸬鹚号在海上会合。
11月12日夜间，这三艘船会合并结成战列。攻击定于11月14日上午开始，由战舰进行轰炸，再由威廉王妃号和皇帝号的船员组成登陆队占领港口。舰队于13日上午到达。第二天上午，大约700名官兵的登陆队以演兵的名义登上港口的主码头。中国守军完全没有防备，因此德国士兵在两个小时内就攻下目标。迪德里希迫使清政府總兵章高元从胶州湾撤退。之后，德意志帝国国旗在青岛升起，威廉王妃号鸣放21响礼炮。登陆部队留在胶州湾驻守港口，舰上的几门37毫米口径的机关炮被拆下，作为岸防部队火炮。
此后，由于迪德里希要求德国增援，德皇授权第二中队部署到东亚基地。这支部队因此被重组为东亚分舰队；威廉王妃号被分配到该分舰队的第一中队。11月27日，迪德里希因为夺取胶州湾的胜利被提拔为中将，同时被任命为新舰队的指挥官。该月底，中国军队聚集在港口。迪德里希命令威廉王妃号和皇帝号驶入港口，为岸防部队炮援提供炮火支援。而此时，处于软禁中的章高元被发现企图颠覆德军的占领，于是迪德里希以谈判为名诱使他登上威廉王妃号并将其扣押。一场短暂的冲突之后，中国守军全面溃败。1月8日，威廉王妃号的一支由50人组成的部队被派往即墨，抵御中国在该地区的袭击。

### 美西战争时期的菲律宾
1898年春，海因里希亲王出访亚洲。在等待他的到来期间，迪德里希计划利用船厂对他旗下的舰只进行轮班保养。5月4日，迪德里希令威廉王妃号作为他的旗舰，派遣皇帝号前往长崎迎接，并在海因里希亲王抵达的第二天也出发前往。4月25日，美西战争爆发，5月1日，美國海軍乔治·杜威准將在马尼拉湾海战击败西班牙舰队。迪德里希计划利用这次危机作为机会，在东亚地区为舰队驻扎谋取另一座基地。到达长崎后，迪德里希得知船厂还没有完成对皇帝号的维修，所以在一段时间内无法对威廉王妃号进行整修。因此，他命令奥古斯塔皇后号前往长崎与他会合，以充当他的临时旗舰。威廉王妃号和皇帝号在修复工作完成后重返迪德里希的舰队。
6月20日，威廉王妃号抵达菲律宾，此时迪德里希旗下拥有5艘军舰，分别是威廉王妃号、皇帝号、伊伦娜号、奥古斯塔皇后号和鸬鹚号。之后，威廉王妃号前往马里韦莱斯补充燃煤，并从运输船达姆施塔特号接收新的船员。8月9日，驻扎在海湾的美军中队命令停泊在港口的中立军舰离开轰炸区，于是威廉王妃号和其他德国船只前往马里韦莱斯。该市沦陷后，大多数德国船只离开菲律宾，只有威廉王妃号留下保护还滞留在岛上的德国公民。10月，阿科纳号取代威廉王妃号。11月中旬，皇帝号搁浅，不得不进入干船坞修理。因此，迪德里希再次将威廉王妃号作为他的旗舰。威廉王妃号在亚洲只停留几个月，并于1899年返回欧洲水域。

### 结局
1899年回到德国后，为了实现现代化，威廉王妃号进入威廉港帝国船厂的干船坞。改建工程一直持续到1902年。她于1914年2月17日被从海军序列中除名，并被用作水雷船。她最初驻扎在但泽，之后移驻基尔和威廉港。1921年11月26日，威廉王妃号以909,000马克的价格出售。第二年她在威廉港被拆解。

## 脚注

### 引文
1. ↑  . qq.com. 2018-01-25  [2020-01-23]. （原始内容存档于2022-09-12） （中文（中国大陆））.
2. ↑  朱鸿飞 2016，第87頁.
3. 1 2  Gardiner，第253頁.
4. ↑  劳伦斯，第84頁
5. ↑  Gröner，第56頁.
6. 1 2 3 4  日本海人社 & 德国巡洋舰史，第21頁.
7. 1 2 3  Gröner，第94頁.
8. 1 2 3 4 5  Gröner，第95頁.
9. ↑  Gröner，第94–95頁.
10. 1 2  Grießmer，第177頁.
11. ↑  Sondhaus，第194頁.
12. ↑  Sondhaus，第195頁.
13. ↑  Sondhaus，第196頁.
14. ↑  Gottschall，第136頁.
15. ↑  劳伦斯，第105頁
16. ↑  日本海人社 & 德国巡洋舰史，第24頁
17. ↑  劳伦斯，第131頁
18. ↑  . 澎湃新闻. 2016-06-22  [2020-01-23]. （原始内容存档于2016-08-04） （中文（中国大陆））.
19. ↑  章騫（2013年），第91页
20. ↑  Sondhaus，第206頁.
21. ↑  Kelly，第119頁.
22. ↑  Kelly，第122頁.
23. ↑  Gottschall，第147頁.
24. ↑  Gottschall，第148–150頁.
25. ↑  Gottschall，第153–154頁.
26. ↑  Gottschall，第156–157頁.
27. ↑  Gottschall，第158頁.
28. ↑  Gottschall，第159頁.
29. 1 2  李靖，第32頁.
30. ↑  刘萍，第74頁.
31. ↑  Gottschall，第161–162頁.
32. ↑  Gottschall，第165–166頁.
33. ↑  Gottschall，第165頁.
34. ↑  Gottschall，第169頁.
35. ↑  Gottschall，第169–171頁.
36. ↑  Gottschall，第173頁.
37. ↑  Gottschall，第179頁.
38. ↑  Gottschall，第180頁.
39. ↑  Gottschall，第181頁.
40. ↑  Gottschall，第185頁.
41. ↑  Gottschall，第190頁.
42. ↑  Gottschall，第195頁.
43. ↑  Gottschall，第196頁.
44. ↑  Gottschall，第212頁.
45. ↑  Gottschall，第218頁.
46. ↑  Gottschall，第220頁.